# Smok ssawny
Smok ssawny - stanowi on zakończenie linii ssawnej podczas pobierania wody gaśniczej ze zbiorników otwartych. Główne zadania smoka ssawnego to:
- Ochrona wirnika pompy przed zanieczyszczeniami znajdującymi się w wodzie z naturalnych zbiorników
- Zabezpieczenie słupa wodnego linii ssawnej przed "zerwaniem" w momencie zatrzymania pracy pompy (zawór zwrotny zatrzymuje wodę w wężach ssawnych, co powoduje, że nie trzeba ponownie zasysać całej linii ssawnej).

Smok ssawny składa się z korpusu, leja napływu wody z sitem ochronnym, zaworu zwrotnego i jego dźwigni oraz nasady ssawnej. Korpus smoka ssawnego wykonany jest w całości z aluminium. Zawór zwrotny wyposażony jest w dźwignię umożliwiającą jego otwarcie poprzez pociągnięcie zamocowanej do niego linki i odwodnienie linii ssawnej po zakończeniu akcji gaśniczej. 
Smoki ssawne dzielimy na:
- proste
- skośne

Historycznie były też smoki ssawne bezzaworowe do sikawek, które mając pompę tłokową nie potrzebowały użycia dodatkowych urządzeń zasysających.